# Mercedes-Benz O345 T1
Mercedes-Benz O345 – pierwsza odmiana modelu Conecto, jako autobus podmiejski, produkowany przez niemiecką firmę Mercedes-Benz.
Produkowany także w Turcji.
Zakończono produkcję w 2002 roku.